# Abu Qilqil (nahija)
Nahija Abu Qilqil (ar. ناحية أبو قلقل) je nahija u okrugu Manbij, u sirijskoj pokrajini Alep. Površina nahije je 394,38 km2. Po popisu iz 2004. (prije rata), nahija je imala 47.109 stanovnika. Administrativno sjedište je u naselju Abu Qilqil.